# Molophilus paucispinosus
Molophilus paucispinosus är en tvåvingeart som beskrevs av Alexander 1925. Molophilus paucispinosus ingår i släktet Molophilus och familjen småharkrankar. Inga underarter finns listade i Catalogue of Life.